# Ипиранга (футбольный клуб, Эрешин)
«Ипира́нга» (порт. Ypiranga Futebol Clube) — бразильский футбольный клуб из города Эрешин штата Риу-Гранди-ду-Сул.

## История
Клуб основан 18 августа 1924 года, домашние матчи проводит на стадионе «Колосо да Лагоа». Впервые на общебразильской арене «Ипиранга» сыграла в 1995 году, заняв 55-е место в Серии C. В 2002 году команда вылетела в третий дивизион чемпионата штата Риу-Гранди-ду-Сул. В 2003 году клуб принял решение не участвовать в спортивных соревнованиях — вместо этого решались вопросы по многочисленным задолженностям. В 2004 году клуб восстановил свою юношескую команду, в следующем году — молодёжную команду. Также в 2006 году «Ипиранга» вернулась во второй дивизион чемпионата штата. В 2008 году команда выиграла Второй дивизион.
В 2015 году клуб выступал в Серии D Бразилии. По итогам турнира «Ипиранга» заняла четвёртое место и вышла в Серию C.

### Статистика выступлений
| Выступления в чемпионатах Бразилии |          |       |
| Год                                | Дивизион | Место |
| 1995                               | Серия C  | 55-е  |
| 2009                               | Серия D  | 26-е  |
| 2015                               | Серия D  | 4-е   |
| 2016                               | Серия C  | 10-е  |
| 2017                               | Серия C  | 12-е  |
| 2018                               | Серия C  | 12-е  |
| 2019                               | Серия C  | 7-е   |
| 2020                               | Серия C  | 6-е   |
| 2021                               | Серия C  | 5-е   |
| 2022                               | Серия C  | 10-е  |
| 2023                               | Серия C  |       |

## Титулы и достижения
- Чемпион Второго дивизиона чемпионата штата Риу-Гранди-ду-Сул (5): 1967, 1989, 2008, 2014, 2019
- Участник Серии C (9): 1995, 2016 — н.в.
- Участник Серии D (2): 2009, 2015